# Herposiphonieae
Herposiphonieae, tribus crvenih algi, dio porodice Rhodomelaceae. Priznato je osam rodova sa 73 vrste.

## Rodovi
1. Ditria Hollenberg
2. Gredgaria Womersley
3. Herpopteros Falkenberg
4. Herposiphonia Nägeli
5. Herposiphoniella Womersley
6. Stichothamnion Børgesen
7. Tiparraria Womersley
8. Wilsonosiphonia D.Bustamante, Won & T.O.Cho